# Rolf Gjedsted
Rolf Gjedsted (født 24. februar 1947 , død 18. juli 2022) var en dansk forfatter og billedkunstner.

## Biografi
Rolf Gjedsted voksede op i Vanløse og startede tidligt med at tegne og skrive. Som 13-årig flyttede han med sin mor og stedfar til Vejle Idrætshøjskole, hvor stedfaren blev forstander. Her kom han til at prøve kræfter med en række sportsgrene, bl.a. ridning og kampsport, men samtidigt begyndte han at skrive digte og male.
Han vendte tilbage til hovedstaden og gik på Sankt Annæ Gymnasium i klasse med bl.a. skuespilleren Jesper Christensen og musikeren Anders Koppel, spillede selv guitar, og var interesseret i den ny musik, ikke mindst The Doors, som han mødte i sin egenskab af musik, og boganmelder i Politiken. (Han gav John Densmore og Jim Morrison en motorcykeltur på sin gamle MZ motorcykel, da de var i København i 1968). (Kilde Rolf Gjedsted.)
Var fast skribent i Superlove, et tidskrift om beatkulturen, der udkom i en treårig periode fra 1968 til 1970. Arbejdede en årrække på DR med Jørgen Gustava Brandt og Uffe Harder, lavede radioudsendelser om forfattere og malere, bl.a. Degas, van Gogh, Gauguin, Lautreamont, Rimbaud, De Quincey, Poe m.fl. ... Redaktør af Atlantisserien, der omhandlede alkymi og okkulte emner for forlaget Thaning & Appel. Skrev to korværker i samarbejde med Ingolf Gabold som komponist for Danmarks Radio: Written in sand og Atlantis.
Blev gift og fik sønnen Daniel, men snart alenefar. Kort efter fik han udgivet sin første bog i en alder af 21 år: Englefronten. Han kom gennem et forhold til Anne Wivel i kontakt med flere billedkunstnere fra Akademiet, hvor Anne gik, herunder Niels Reumert, som han lavede to litografiske værker med: En mur af fisk og Rejsen til Amerika... Samarbejdede med malerne Wilhelm Freddie og Per Kirkeby, der lavede adskillige af hans bogomslag...
Levede i mange år sammen med maleren Ulla Chemnitz, og samarbejdede omkring heste, raku brænding, udstillinger og børnebøger.
Rolf Gjedsted udtrykte sig mere og mere fra 1980erne, ved siden af sit omfattende forfatterskab, gennem billedkunst, malerier, skulpturer og lertøj. Han har udstillet flere af disse værker og desuden foretaget flere udsmykningsarbejder, bl.a. til Vestjyllands kunstmuseum, Finansrådet, Friisberg & Partners og Skodsborg Sanatorium samt Nyhavns Caféen Nyhavn 33 st. .
Ved siden af sit kunstneriske virke har han arbejdet med kampsport, galopheste og islandske heste, som han også har skrevet bøger om.

## Hædersbevisninger og priser
Rolf Gjedsted modtog ud over en stribe legater fra Statens Kunstfond:
- 1986: Emil Aarestrup Medaillen
- 1988 Indstillet til Nordisk Råds litteraturpris for digtsamlingen Gå om bag spejlet.
- 1991: Holger Drachmann-legatet
- 2002: Statens Kunstfond på finansloven
- 2016: Digteren Morten Nielsens hæderspris